# 酵母科
酵母科（Saccharomycetaceae）是酵母菌目的一科。主要为单细胞生物，细胞主要呈球形、类球型、卵型和长型，细胞壁通常含有几丁质。有些种可以形成芽菌丝体或真菌丝体，但稀少不发达。无性繁殖以出芽生殖为主，也有个别属通过分裂生殖。出芽方式又分为多边芽殖和二端芽殖。有性生殖是经过接合或不接合地形成子囊。每个子囊一般有1-8个子囊孢子，子囊孢子有圆形、椭圆形、礼帽形、土星形、钢盔形、运动帽形等，依种而异。表面可有突边或痣点，没有针形或纺锤形。
酵母科根据无性生殖方式、同化硝酸盐的能力、子囊孢子的形状和表面特征，下分39属372种。
酵母科的成员主要有两种代谢方式：氧化和发酵。有些种是不发酵的，例如温奇汉逊酵母。

## 类型
酵母菌的生活史有几种类型。有些种类的二倍体时期长，有些种类的单倍体时期长，还有一些种类的单倍体和二倍体时期都很长，所以在酵母的培养物中，可同时混合有单倍体或二倍体的细胞。

## 分布
酵母科生物分布在世界各地，主要存在于糖分较高的基物上，如水果表皮、树木渗出液、酒曲、蜂蜜、昆虫体、下水道、土壤、制糖厂和酿酒厂的器械。

## 用途
酵母科中用途较多且较常见的是酵母属。酵母属可用于食品发酵、酿酒，也可用于制取维生素、氨基酸、核酸以及蛋白质。由于酵母有生长速度快、含酶种类多等特点，同时也是研究生物的生理、遗传等的重要材料。

## 属
根据2007年子囊菌门大纲（2007 Outline of Ascomycota），酵母科有20个属。其中一些属的位置尚不确定，下面用问号标记。
- 酒香酵母属 Brettanomyces
- 念珠菌属 Candida
- Citeromyces ，？
- Cyniclomyces ，？
- 德巴利酵母属 Debaryomyces ，？
- Issatchenkia ，？
- Kazachstania  ，为Arxiozyma的异名
- 克鲁维酵母属 Kluyveromyces
- Komagataella
- Kuraishia
- Lachancea
- Lodderomyces ，？
- Nakaseomyces
- Pachysolen ，？
- 毕赤酵母属 Pichia
- 酵母屬 Saccharomyces
- Spathaspora
- Tetrapisispora
- Vanderwaltozyma
- Torulaspora
- Williopsis ，？
- 接合酵母属 Zygosaccharomyces
- 接合有孢酵母属 Zygotorulaspora